# South Trimble

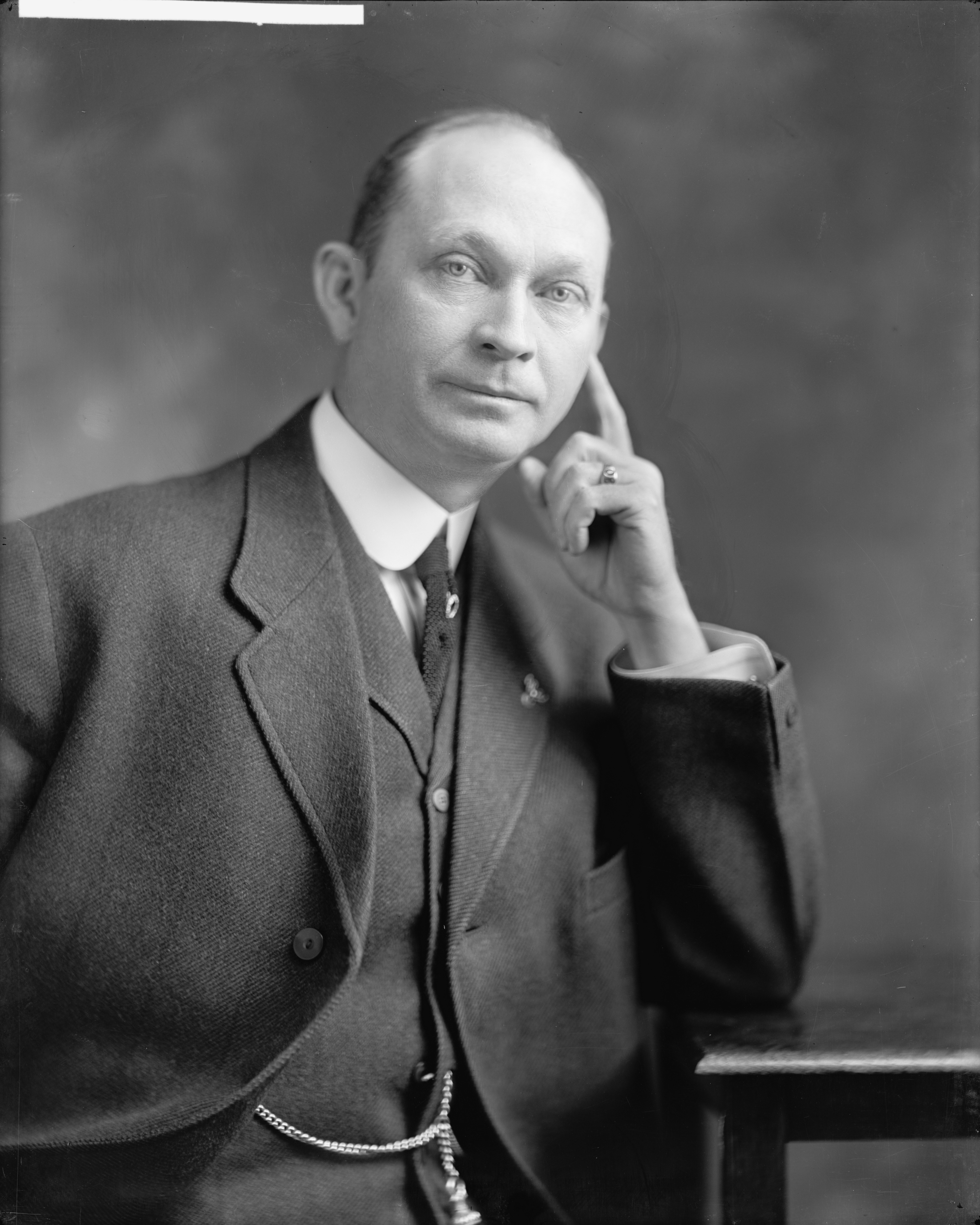
South Trimble

South Trimble (* 13. April 1864 bei Hazel Green, Wolfe County, Kentucky; † 23. November 1946 in Washington, D.C.) war ein US-amerikanischer Politiker. Zwischen 1901 und 1907 vertrat er den Bundesstaat Kentucky im US-Repräsentantenhaus.

## Werdegang
South Trimble besuchte die öffentlichen Schulen in Frankfort und das Excelsior Institute. Danach arbeitete er in der Nähe von Frankfort in der Landwirtschaft. Gleichzeitig begann er eine politische Laufbahn als Mitglied der Demokratischen Partei. Zwischen 1898 und 1900 saß er als Abgeordneter im Repräsentantenhaus von Kentucky, dessen Speaker er im Jahr 1900 war. Bei den Kongresswahlen des Jahres 1900 wurde Trimble im siebten Wahlbezirk von Kentucky in das US-Repräsentantenhaus in Washington, D.C. gewählt, wo er am 4. März 1901 die Nachfolge von June Ward Gayle antrat. Nach zwei Wiederwahlen konnte er bis zum 3. März 1907 drei Legislaturperioden im Kongress absolvieren.
Im Jahr 1906 verzichtete Trimble auf eine weitere Kandidatur für das US-Repräsentantenhaus. Stattdessen bewarb er sich erfolglos um das Amt des Vizegouverneurs von Kentucky. Zwischen 1911 und 1919 war Trimble als Clerk des Repräsentantenhauses bei der Kongressverwaltung angestellt. Diesen Posten bekleidete er erneut von 1931 bis zu seinem Tod im Jahr 1946. Dazwischen bewirtschaftete er von 1919 bis 1931 seine Plantage nahe Selma (Alabama).